# Шойна (село)
Шо́йна (нен. Сояна’я) — село в Заполярном районе Ненецкого автономного округа России, административный центр Шоинского сельсовета.
Село находится в пограничной зоне.

## География
Село расположено на Канинском берегу полуострова Канин, на берегу Белого моря рядом с устьем реки Шойна. Расстояние до посёлка Кия — 25 км, до административного центра Ненецкого автономного округа города Нарьян-Мар — 380 км.
| Показатель                                                                 | Янв.  | Фев.  | Март  | Апр.  | Май   | Июнь | Июль | Авг. | Сен. | Окт.  | Нояб. | Дек.  | Год   |
| -------------------------------------------------------------------------- | ----- | ----- | ----- | ----- | ----- | ---- | ---- | ---- | ---- | ----- | ----- | ----- | ----- |
| Абсолютный максимум, °C                                                    | 3,0   | 3,2   | 3,4   | 9,5   | 21,7  | 30,0 | 32,1 | 28,1 | 21,0 | 12,1  | 7,2   | 3,7   | 32,1  |
| Средний суточный максимум, °C                                              | −7,9  | −8,2  | −5,1  | −1,8  | 3,0   | 11,0 | 15,6 | 13,1 | 9,2  | 3,8   | −1,5  | −4,8  | 2,2   |
| Средняя температура, °C                                                    | −11,7 | −12   | −8,8  | −5,2  | 0,3   | 6,8  | 11,2 | 9,9  | 6,6  | 1,8   | −4,2  | −8,2  | −1,1  |
| Средний суточный минимум, °C                                               | −16,2 | −16,4 | −13   | −9    | −2,1  | 3,8  | 7,8  | 7,2  | 4,3  | −0,4  | −7,5  | −12,5 | −4,5  |
| Абсолютный минимум, °C                                                     | −39,3 | −40,2 | −34,3 | −28,6 | −18,8 | −4,6 | −1,1 | −0,4 | −5,6 | −19,2 | −32,4 | −35,5 | −40,2 |
| Норма осадков, мм                                                          | 29    | 23    | 26    | 23    | 29    | 33   | 38   | 48   | 51   | 54    | 34    | 33    | 419   |
| Источник: Климат Шойны. pogodaiklimat.ru. Дата обращения: 18 августа 2021. |       |       |       |       |       |      |      |      |      |       |       |       |       |

## История
В 1902 году на месте поселка Шойна сформировалось рыбацкое становище, 4 избы и часовня.
В 1930 году в Шойну из Холмогор переселилось 50 рыбаков. В этом же году в поселке появился рыбный завод. Рыбозавод занимался приёмкой и переработкой рыбы тралового флота, добычей и переработкой морского зверя. Помимо переработки рыбы с тральщиков вёлся прибрежный лов наваги в зимнее время.
С мая 1933 года становище Шойна получило статус рабочего посёлка, образован поссовет. Посёлок развивался как рыбопромышленная база Архангельской области.
В 1935 году был открыт кирпичный завод. Десять рабочих изготавливали из местного сырья 5 тыс. штук кирпичей в день. Из кирпича была построена баня в посёлке. Кирпичный завод закрылся в связи с уходом рабочих на фронт.
Шойна в 1939 году — это уже большой рабочий посёлок с населением 800 человек, в котором имелись метеостанция, больница, сберкасса, почта, судоремонтные мастерские. Вылавливалось 90 тыс. центнеров рыбы для Шоинского консервного завода (ассортимент: килька и корюшка в масле, камбала в томате, сельдь по типу шпрот, тресковая печень, мороженая рыба, варенье и компот из морошки).
В 1950-е годы численность населения достигала 1500 человек, в поселке находилась база флота рыболовецких колхозов Архангельской области. Рыболовецкий флот колхоза насчитывал более 70 судов.
В конце 1950 годов из-за запрета на морской промысел тресковых рыб в районе Канина, закрыт консервный завод, рыбоприёмный пункт передан Мезенскому рыбокомбинату.
С начала 1960 годов рабочие переведены на предприятия Архангельской области и Нарьян-Мара, а Шойна оказывается в категории «неперспективных».
Село находится в зоне активного формирования прибрежных морских дюн, в результате чего его заносит песком. Cейчас более половины села погребено под песчаными дюнами. Ранее считалось, что этому способствовало нерациональное ведение рыболовства с помощью тяжёлых тралов, которые якобы привели к полному уничтожению придонной растительности, сдерживающей наступление песков. Однако, проведенные в 2022 году геолого-геоморфологические и геофизические исследования показали, что формирование песчаных дюн обусловлено закономерным развитием прибрежного рельефа в данных природных условиях. В эстуарии реки Шойны в течение длительного времени формировались песчаные отложения и образовывались бары, которые обнажились при понижении относительного уровня моря и стали распространяться порывами ветра по прибрежной морской зоне.
В 2017 году вышел документальный фильм «Между небом и песком» про Шойну.
В 2019 году местными жителями был запущен медиа-проект «Другая Шойна», показывающий село с более привлекательной стороны.
С 1990-х годов в Шойне жило свыше 2000 чел.
На сегодняшний день в Шойне насчитывается 46 жилых домов. Численность населения составляет 284 человека.

## Население
| 2002 | 2008 | 2010 |
| ---- | ---- | ---- |
| 361  | ↘304 | ↘300 |

## Экономика
Основное занятие населения — рыболовство, бортничество, охота.

## Улицы
- Аэрологическая (улица)
- Восточная (улица)
- Заполярная (улица)
- Набережная (улица)
- Школьная (улица)

## Транспорт
Регулярные авиарейсы один раз в неделю, по вторникам из Нарьян-Мара и по средам из Архангельска на самолёте Ан-2 или на вертолете Ми-8. Грузы доставляются морем в период навигации из Архангельска и Мезени.

## Инфраструктура
Средняя общеобразовательная школа, ФАП, детский сад, дом культуры, электростанция, аэрологическая станция, почтовое отделение.